# Swallow Coachbuilding Co.

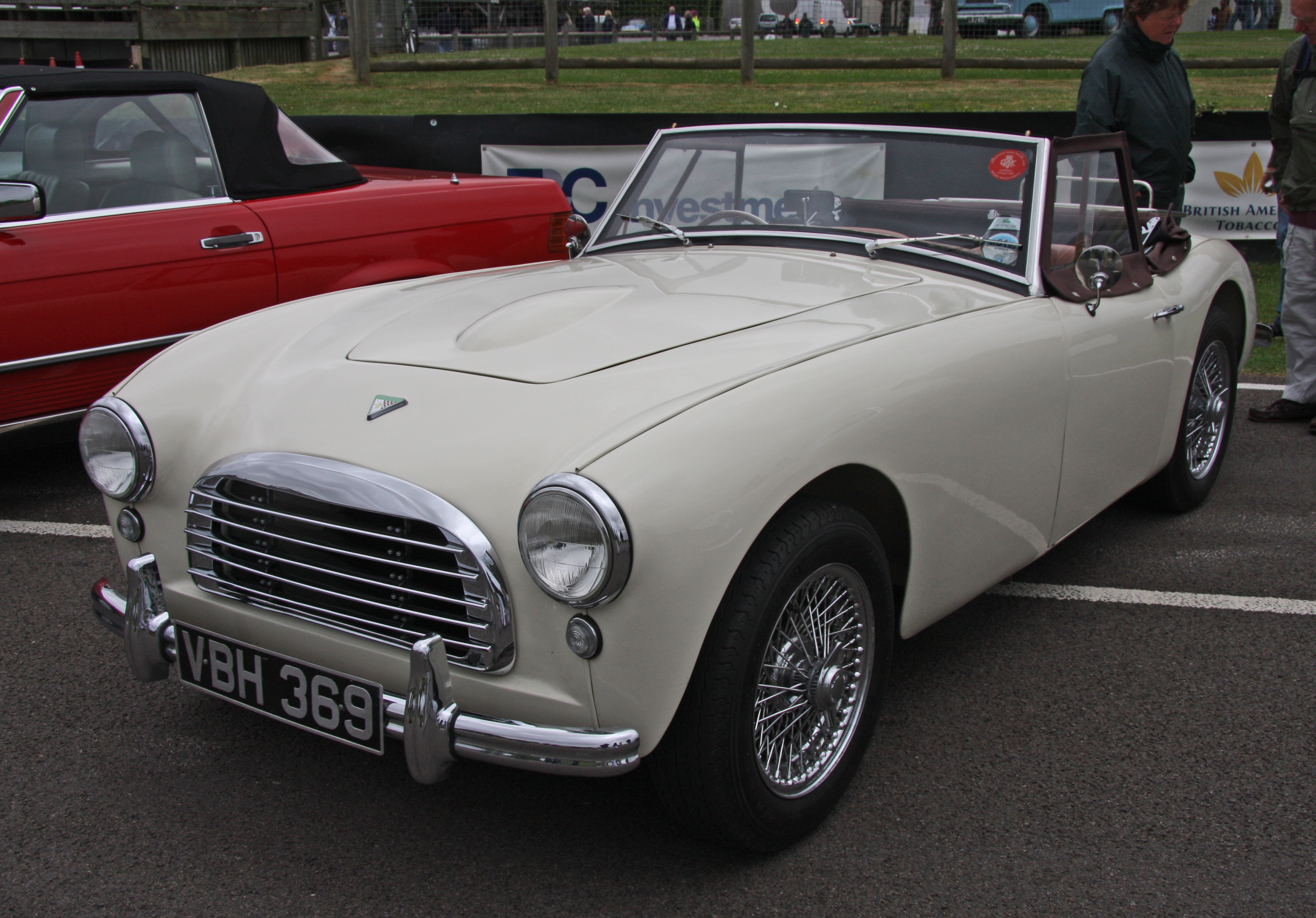
Swallow Doretti

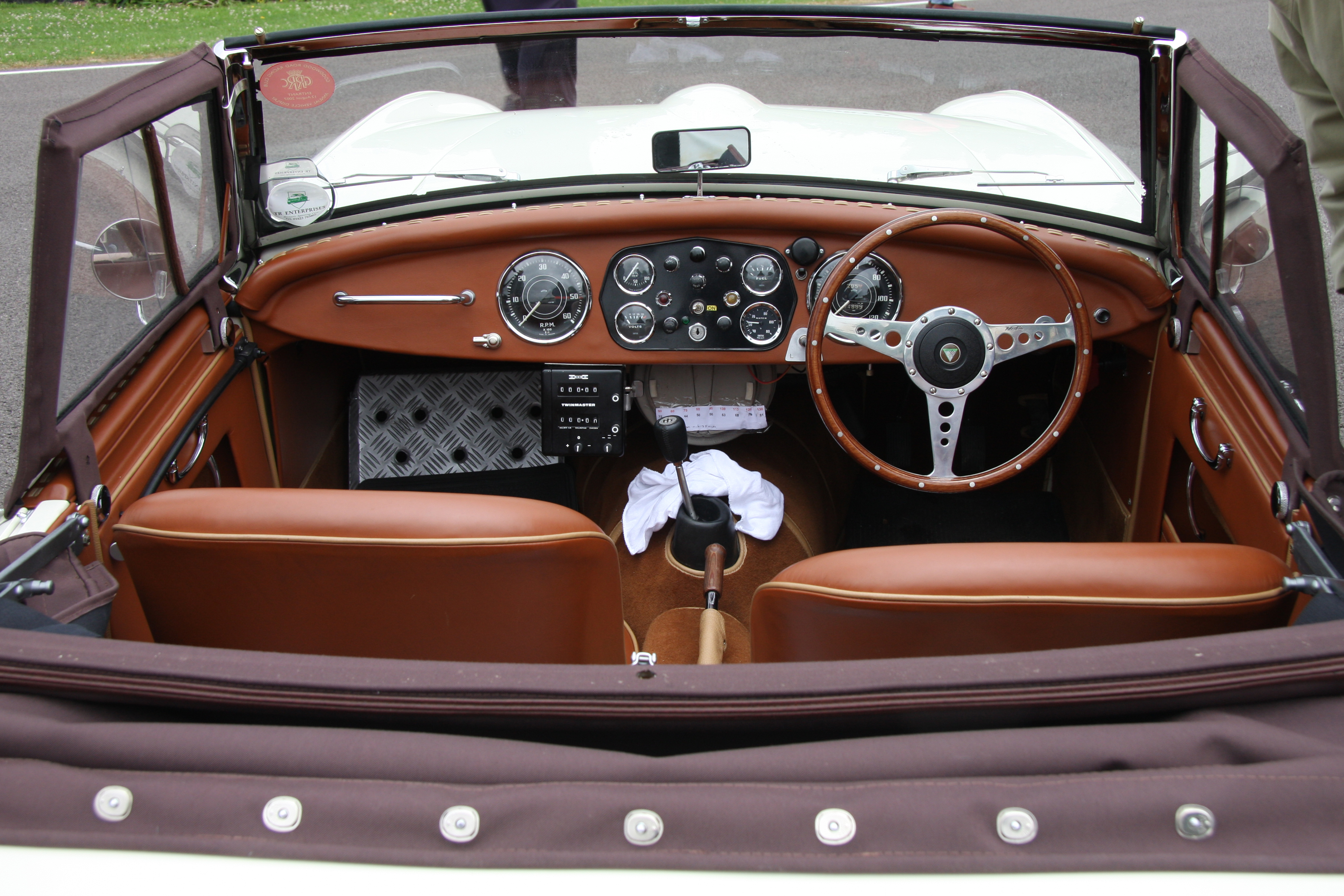
Interieur

Die Swallow Coachbuilding Co. (1935) Limited war ein britischer Hersteller von Automobilen und Seitenwagen.

## Unternehmensgeschichte
William Lyons gründete 1922 in Blackpool die Swallow Sidecar Company zur Produktion von Seitenwagen, die dann auch Automobile herstellte und als SS vermarktete. Ab 1927 lautete die Firma Swallow Coachbuilding Company. 1935 gründete er die S.S. Cars Limited für die Automobilproduktion, woraus später Jaguar Cars wurde, während das ursprüngliche Unternehmen als Swallow Coachbuilding Co. (1935) Limited firmierte. 1945 übernahm Helliwells Ltd. die Namensrechte an der Marke Swallow. Helliwells bestand seit 1899 und fertigte Motorenteile. Zwischen 1946 und 1951 entstanden in einem Zweigwerk in Treforest, Wales, Motorroller, auch mit Seitenwagen. Tube Investments Ltd. aus Walsall übernahm das Unternehmen, stellte zwischen 1954 und 1955 Automobile her und vertrieb sie unter dem Markennamen Swallow. 1956 übernahm Watsonian Squire Sidecars das Unternehmen.

## Automobile
Das einzige Modell war der Swallow Doretti. Dies war ein zweisitziger Sportwagen. Von diesem Modell entstanden 276 Exemplare.